# Черезе (Тренто)
Черезе је насеље у Италији у округу Тренто, региону Трентино-Јужни Тирол.
Према процени из 2011. у насељу је живело 63 становника. Насеље се налази на надморској висини од 1151 м.